# Hydropsyche infernalis
Hydropsyche infernalis là một loài Trichoptera trong họ Hydropsychidae. Chúng phân bố ở miền Cổ bắc.